# Валентайн, Стейси
Стейси Валентайн (англ. Stacy Valentine; настоящее имя англ. Stacy Baker; род. 9 августа 1970) — бывшая американская порноактриса. Член зала славы двух главных премий порноиндустрии AVN и XRCO.

## Биография
Выросла в приёмной семье в городе Талса. Рано вышла замуж. Приняла участие в фотоконкурсе Girl Next Door («Девушка по соседству») для эротического журнала «Gallery». Став победительницей этого конкурса, была замечена изданием «Hustler». На фотосессии для мексиканской версии «Hustler’а» также приняла участие в побочной, более откровенной, фотосъёмке для «Rage», дочернего издания «Hustler». Новая работа понравилась Стейси и она дала согласие на участие в съёмках своего первого порнографического фильма — «Bikini Beach 4». Неделю спустя после съёмок Стейси Валентайн приняла решение посвятить себя карьере порноактрисы. Брак по факту распался, и актриса переехала в Лос-Анджелес.
Стейси Валентайн сделала относительно недолгую, но насыщенную и успешную карьеру в порноиндустрии. Первый фильм с её участием датируется 14 февраля 1996 года, последний же фильм вышел в 2000 году. Таким образом, актриса снялась за четыре года в 136 фильмах. Стейси с самого начала планировала интенсивную, не затяжную карьеру порноактрисы. Своё желание и настрой перед уходом на пике славы из индустрии фильмов для взрослых она пояснила следующим образом: «Целью работы в порнобизнесе является твоё желание быть востребованной [букв. to be a contract girl — быть контрактной девушкой, заключённые контракты] и желание выиграть награды. Я была востребованной актрисой. Я выиграла награды. Я очень сильно старалась оказаться наверху этой лестницы и я не хочу затем оттуда падать. Как мне кажется, сейчас лучшее время выйти из дела».
В конце 1990-х годов актриса стала главной героиней документального фильма The Girl Next Door (не путать с одноимённым фильмом 2004 года). Съёмки длились два года. Фильм получил смешанные отзывы и вызвал споры.
С 2010 года Стейси Валентайн живёт в Калифорнии, работая директором рекрутингового агентства по поиску моделей для журнала Penthouse. На 2015 год бывшая актриса продолжает работать на Penthouse в должности «West Coast Creative Director».

## Награды
- 1997 XRCO Award победитель — Best New Starlet[15]
- 1998 Hot D'Or Award победитель — Best American Starlet[16]
- 1999 XRCO Award победитель — Female Performer of the Year[15]
- 2009 XRCO Hall of Fame победитель[2]
- 2012 Зал славы AVN победитель[3][4]